# 阿尔卡迪乌什·斯克日帕谢克
阿尔卡迪乌什·斯克日帕谢克（波蘭語：Arkadiusz Skrzypaszek，1968年4月20日—），波兰男子现代五项运动员。他曾获得1992年夏季奥运会现代五项比赛男子个人和男子团体金牌。